# Eğirdir (stad)

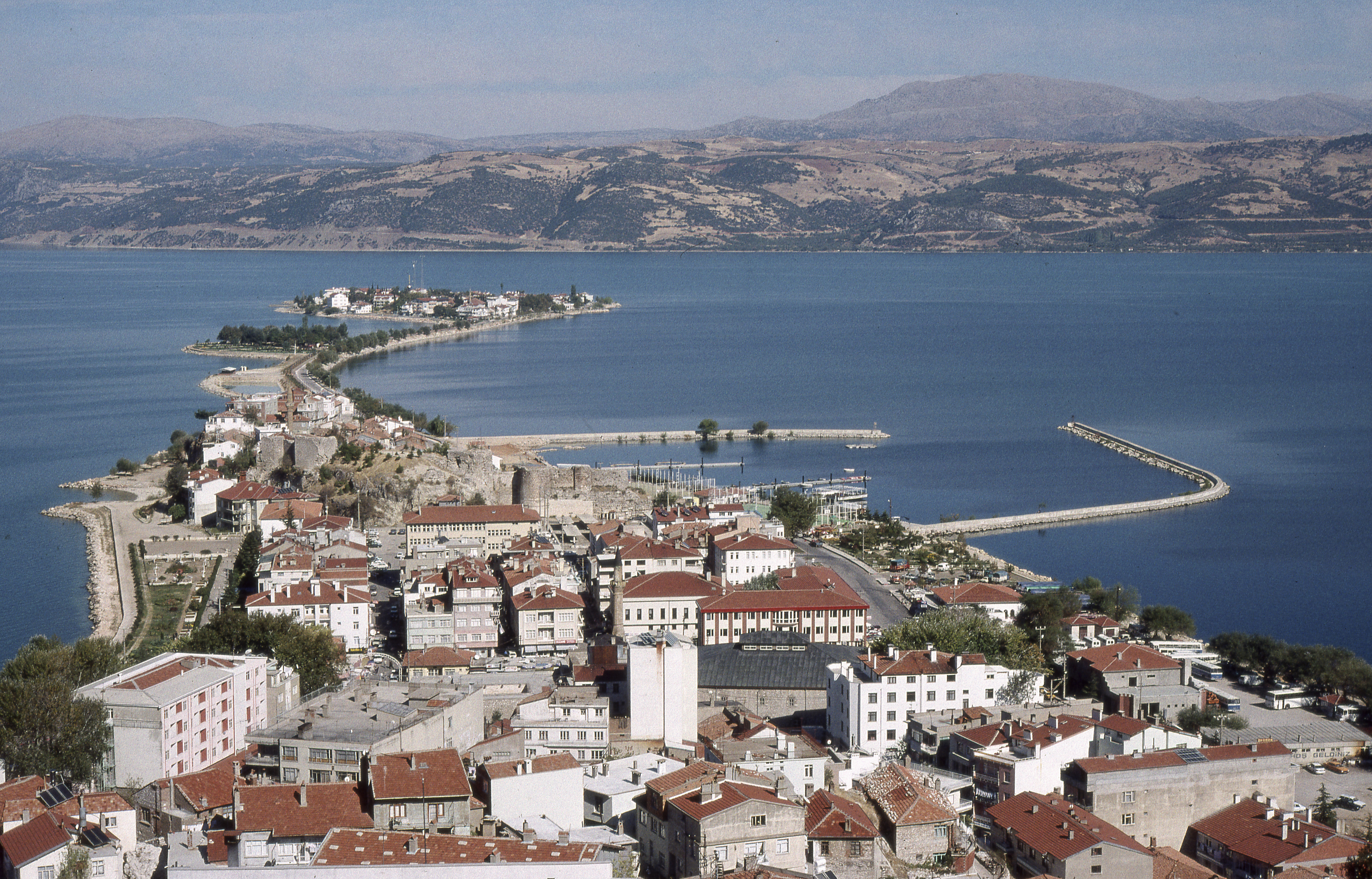
Eğirdir met het meer

Eğirdir is een stad in het gelijknamige district  Eğirdir in de Turkse provincie Isparta. In 2010 telde de bevolking van Eğirdir 19.417 inwoners, maar neemt toe in de zomermaanden als parttime bewoners terugkeren voor de vakantie. 
Eğirdir is een vissersgemeenschap en lokale bewoners vissen het hele jaar door in het meer van Eğirdir.Yesil Ada (Turks voor "groen eiland") is een klein eiland dat door een korte verhoogde weg met Eğirdir is verbonden. Restaurants, hotels, pensions (viooltjes of hostels), en een paar privéwoningen vullen het eiland. Yeşıl Ada staat bekend om zijn verleden als een Grieks dorp en heeft nog steeds heel wat stenen huizen uit het Griekse tijdperk.
De stad en het naastgelegen meer heetten vroeger Eğridir, de Turkse uitspraak van de oude Griekse naam Akrotori. Bovendien roept de naam "Eğridir" in zijn letterlijke betekenis wol spinnen en bloemen op.
De lokale bevolking beweert dat Eğirdir de thuisbasis is van 's werelds enige doorloopminaret. Inderdaad staat er een minaret op een muur tussen een moskee en een medrese, met een poort recht onder de minaret.

## Geschiedenis
De stad werd gesticht door de Hettieten om vervolgens de Frygiërs in ongeveer 1200 voor Christus in handen te vallen, en werd vervolgens door de Lydiërs, de Perzen en de legers van Alexander de Grote veroverd. De Romeinen noemden de stad Prostanna. Tijdens het Byzantijnse tijdperk, toen het de naam Akrotiri ("schiereiland") kreeg, was het de zetel van een bisdom. De Seltsjoeken veroverden het rond 1080 en hielden het totdat de Hamidoğulları-stam het in 1280 tot hoofdstad maakte van een klein vorstendom, dat bestond tot 1381.
De 14e-eeuwse reiziger Ibn Battuta beschreef het als "een fraaie en dichtbevolkte stad met fijne bazaars en stromende beekjes, fruitbomen en boomgaarden", gelegen naast "een meer met zoet water". De Ottomanen namen de macht over in 1417. Het grootste deel van de bevolking bestond uit Grieks-orthodoxe mensen tot de uitwisselingen van de bevolking in de jaren 1920.
Eğirdir ligt tussen het meer van Eğirdir en de berg Sivri, en bevat een kasteel dat naar verluidt is gebouwd door Croesus, de koning van Lydië, hoewel er toevoegingen werden gebouwd door de Romeinen, Byzantijnen en Seltsjoeken.

## Foto's

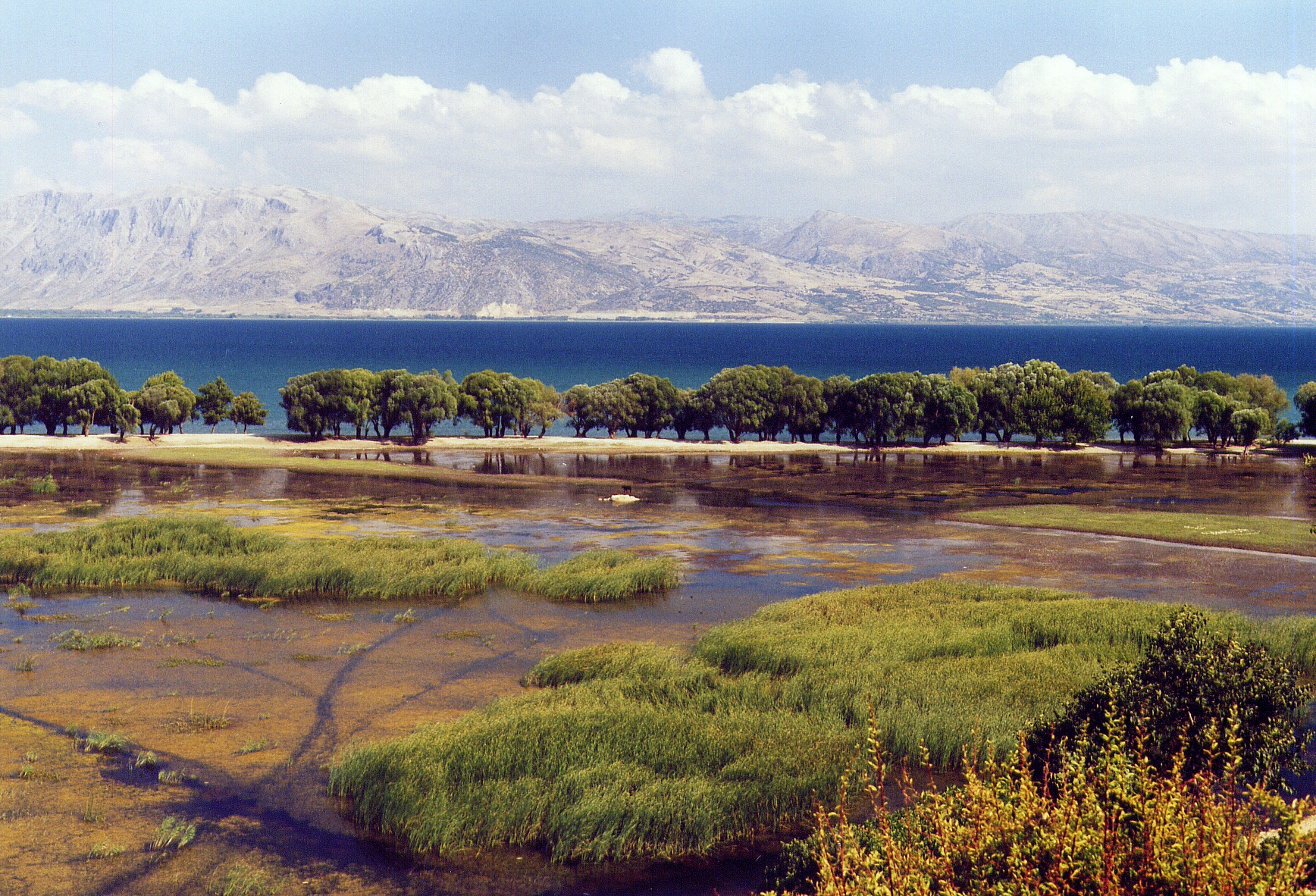
Uitzicht op het meer van Eğirdir
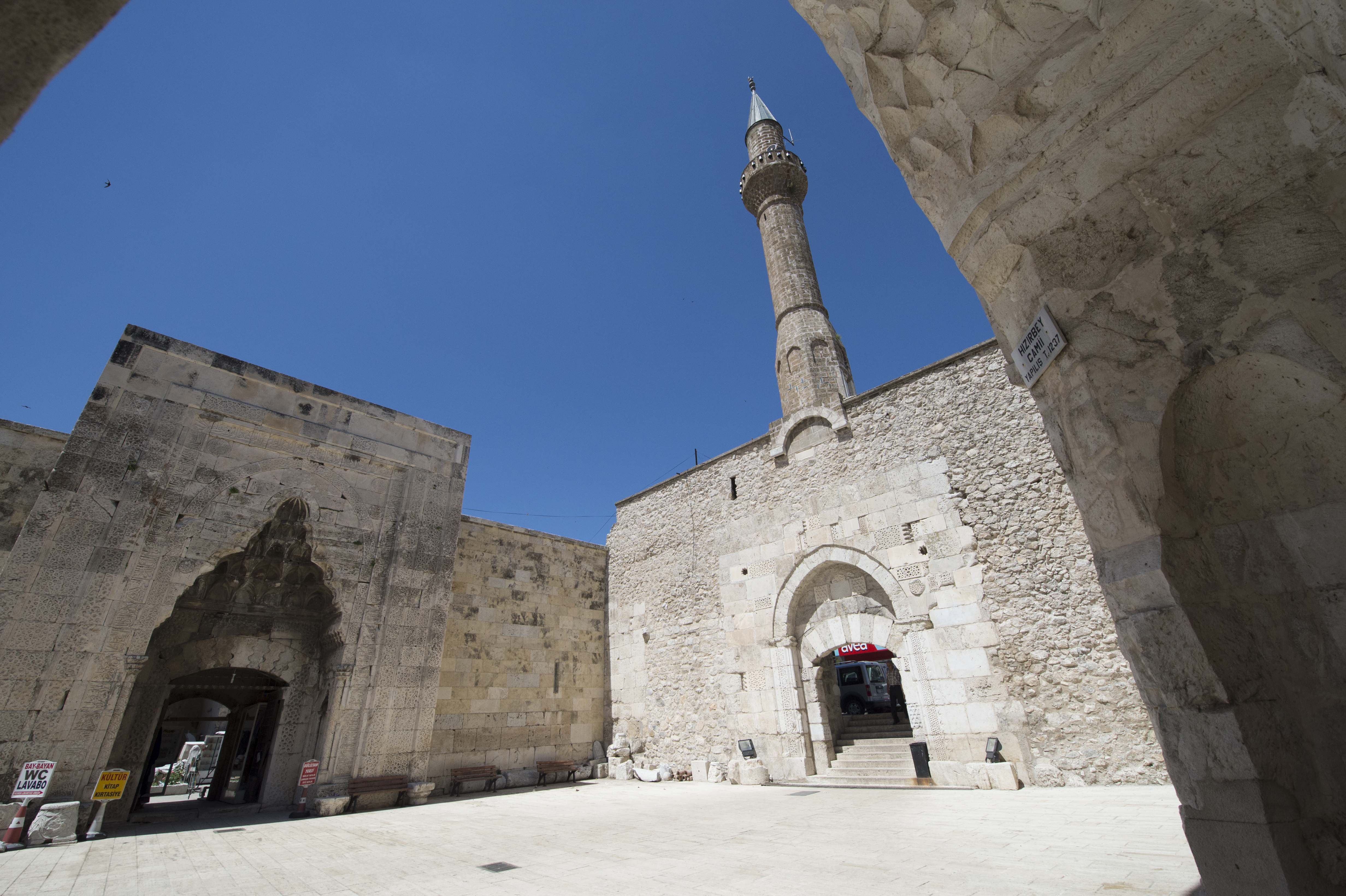
Eğirdir Dünbar Bey Medresesi en Hızır Bey Camii
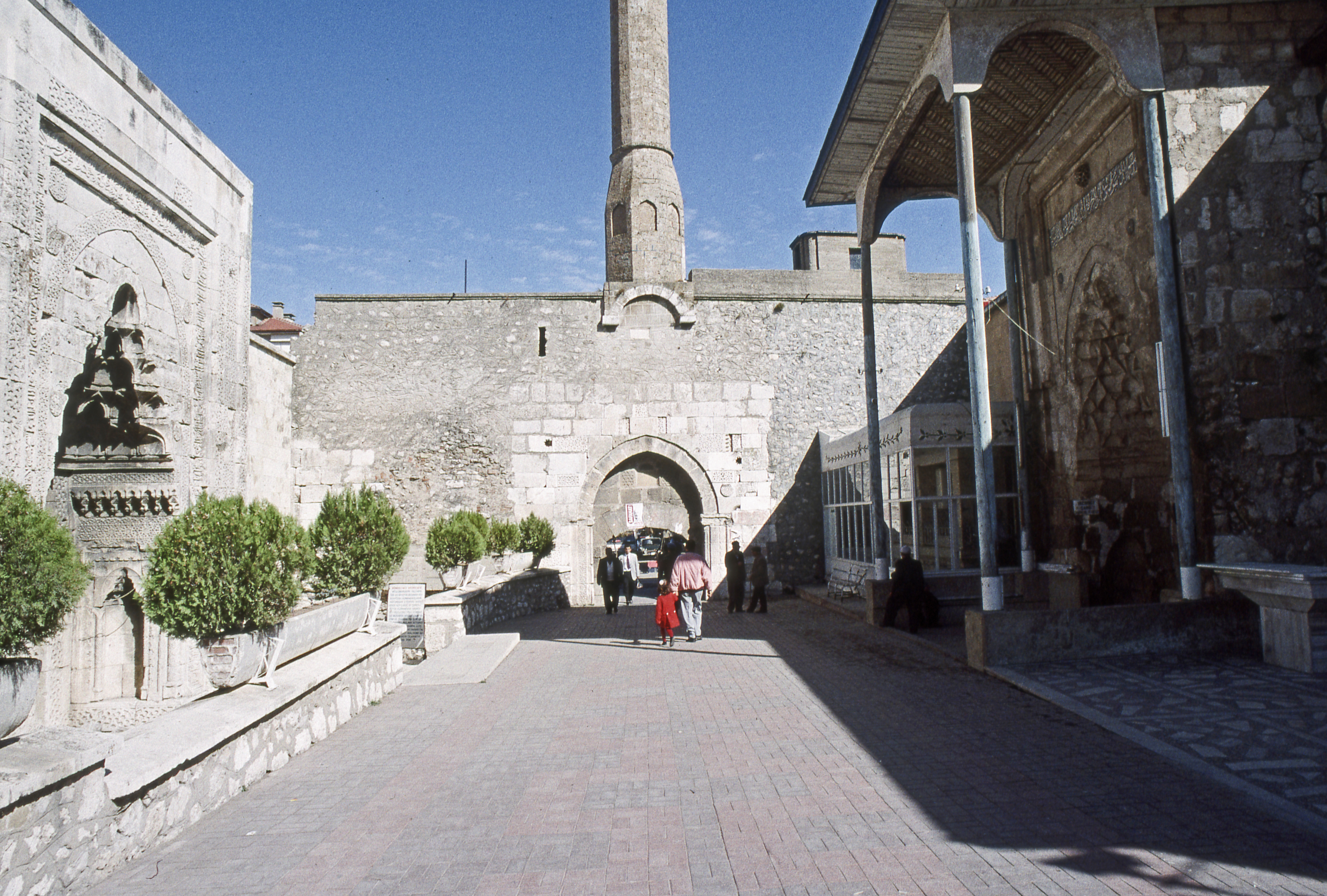
Eğirdir Dünbar Bey Medresesi, Hızır Bey Camii
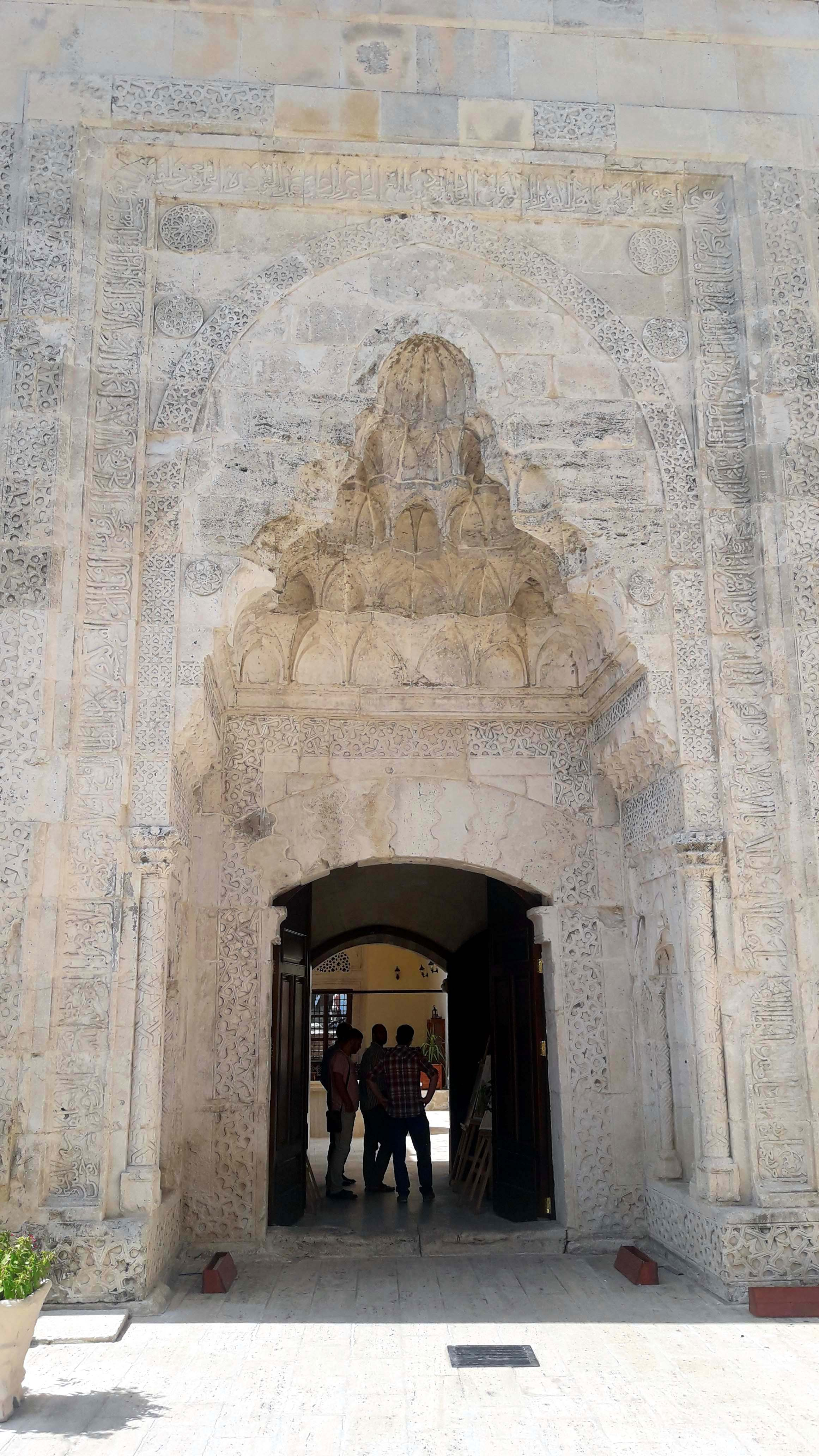
Dündar Bey Madrasa
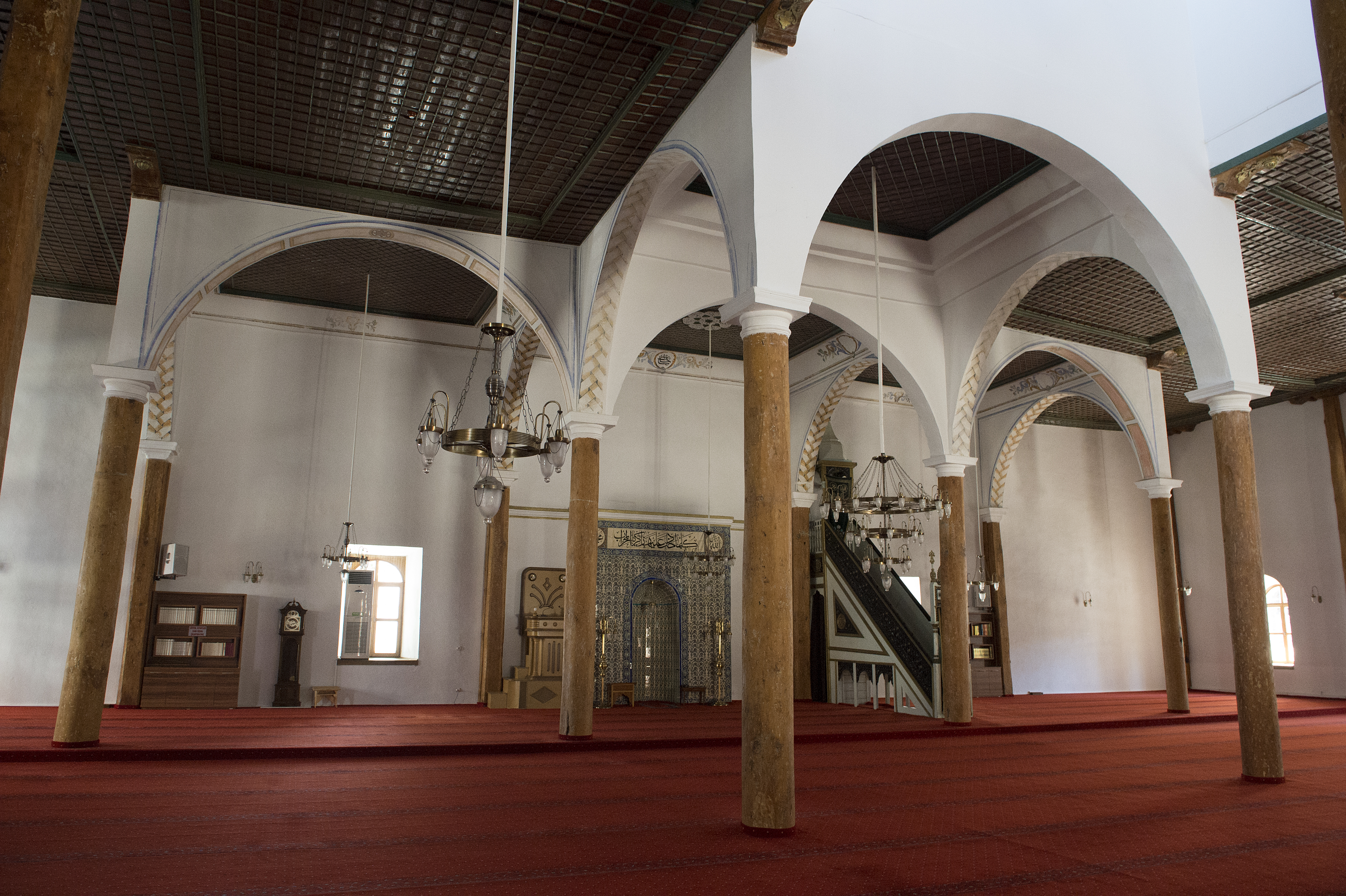
Eğirdir Hızır Bey Camii, interieur
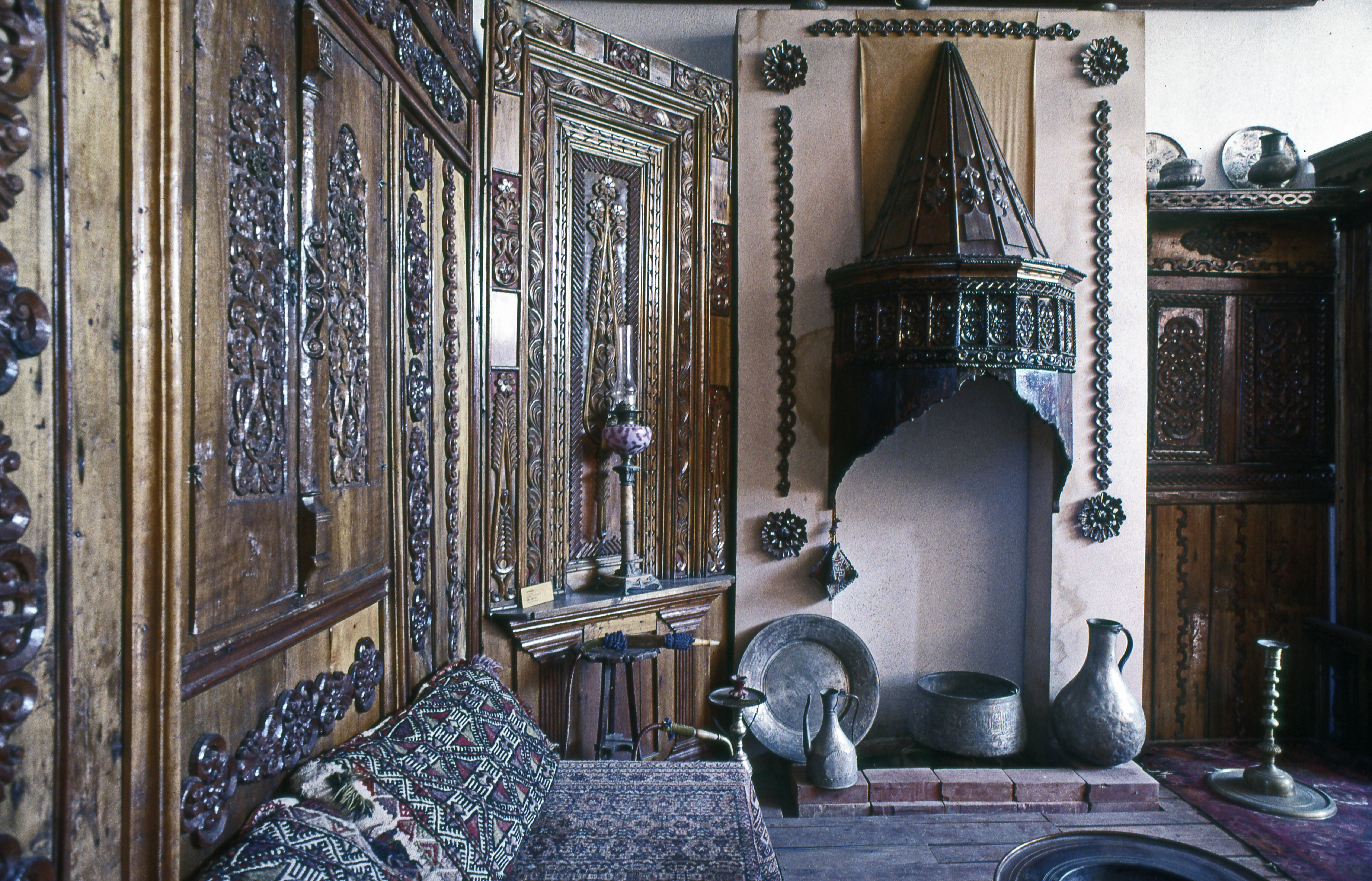
Museum van Eğirdir
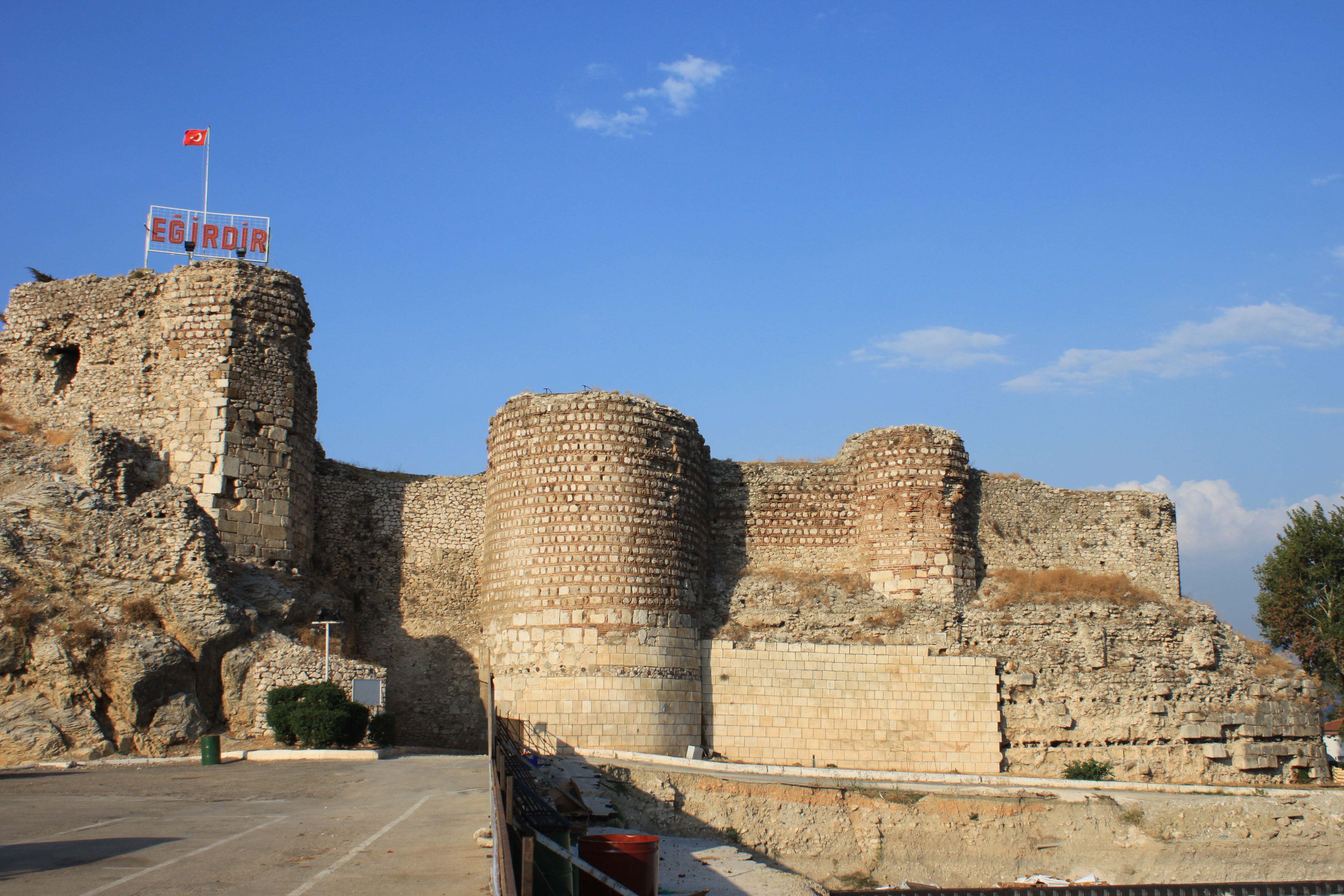
Eğirdir, Byzantijns-Seljoekburcht